# Franca Duval
Franca Duval, de nom de soltera Francesca Spitalieri (Nova York, EUA, 1925) és una soprano estatunidenca.
Va néixer a la ciutat de Nova York filla de Luciano i Sarah Spitalieri, emigrants italians. Va fer els seus estudis inicials a Brooklyn i es va graduar al Forest Hills High School. Va començar els estudis de cant als 14 anys.
Va començar la seva carrera a la costa oest dels EUA, a San Francisco. El 21 de gener de 1950 va fer el seu debut a La Scala de Milà en l'òpera Raskolnikov de Heinrich Sutermeister. Va romandre a aquell teatre diversos anys, cantant papers com ara Zerlina de Don Giovanni de Mozart, Blonde de Die Entführung aus dem Serail del mateix compositor, i substituint en alguns casos Maria Callas o Renata Tebaldi en el paper de Violetta de La traviata de Verdi. El 1957 va cantar a diversos teatres de França, en ciutats com ara Lilla, Niça, Rouen i Vichèi, així com a l'Alger (1957–58) i París (1959–60, al Opéra-Comique). Amb Franco Corelli va aparèixer en una adaptació cinematogràfica de l'òpera Tosca de Puccini de 1956, filmada per la RAI. La seva veu va ser doblada per a la pel·lícula per Maria Caniglia, donat que Duval mai havia cantat Tosca professionalment. El 1958 va estrenar l'òpera Maria Golovin de Gian-Carlo Menotti a Brussel·les. Va cantar aquesta obra també a Broadway, i va aparèixer en el primer enregistrament de l'obra en la producció del NBC Opera Theatre de 1959. Després de retirar-se dels escenaris es va dedicar a l'ensenyament del cant.
Va debutar al Gran Teatre del Liceu de Barcelona el 17 de desembre de 1953 en l'òpera Faust de Charles Gounod. Va tornar el maig de 1963, en les produccions de Das Dreimäderlhaus de Heinrich Berté a partir de música de Franz Schubert (estrena absoluta a Catalunya i Espanya) i Die lustige Witwe (la vídua alegre) de Franz Lehár.